# جیغ‌کش قهوه‌ای جنوبی
جیغ‌کش قهوه‌ای جنوبی (نام علمی: Alouatta guariba clamitans) نام یک زیرگونه از گونه جیغ‌کش قهوه‌ای است.